# Liste der Monuments historiques in Rustroff
Die Liste der Monuments historiques in Rustroff führt die Monuments historiques in der französischen Gemeinde Rustroff auf.

## Liste der Objekte
| Bezeichnung                                     | Beschreibung | Standort                       | Kennzeichnung | Schutzstatus | Datum | Bild           |
| ----------------------------------------------- | --- | ------------------------------ | ------------- | ------------ | ----- | -------------- |
| Kirchenfenster                                  | mit Darstellungen der Heimsuchung Mariens und der Verkündigung des Herrn und den Wappen von Isabelle von Lothringen und René I. von Anjou; zwischen 1431 und 1435 | in der Kirche St-Martin (Lage) | PM57000863    | Inscrit      | 2002  | weitere Bilder |
| Skulptur eines heiligen Bischofs                | Holz, farbig gefasst, 17. Jahrhundert | in der Kirche St-Martin (Lage) | PM57000299    | Classé       | 1968  |                |
| Skulptur Heiliger Franziskus von Assisi         | Holz, farbig gefasst, 17. Jahrhundert | in der Kirche St-Martin (Lage) | PM57000300    | Classé       | 1968  |                |
| Kreuzigungsgruppe                               | Holz, farbig gefasst, 17. Jahrhundert | in der Kirche St-Martin (Lage) | PM57000302    | Classé       | 1968  |                |
| Schnitzaltar                                    | mit einer Darstellung der Kreuzigung und Statuetten der zwölf Apostel; Holz, farbig gefasst, Anfang des 16. Jahrhunderts                                          | in der Kirche St-Martin (Lage) | PM57000297    | Classé       | 1968  |                |
| Pietà                                           | Holz, farbig gefasst, 17. Jahrhundert | in der Kirche St-Martin (Lage) | PM57000303    | Classé       | 1968  |                |
| Skulptur Der heilige Martin teilt seinen Mantel | Holz, farbig gefasst, 16. Jahrhundert | in der Kirche St-Martin (Lage) | PM57000298    | Classé       | 1968  |                |
| Skulptur Heiliger Jakobus der Ältere            | Holz, farbig gefasst, 17. Jahrhundert | in der Kirche St-Martin (Lage) | PM57000301    | Classé       | 1968  |                |